# Égletons
Égletons (/e.ɡlə.tɔ̃/) est une commune française située dans le département de la Corrèze en région Nouvelle-Aquitaine.
La ville est réputée pour la qualité de son enseignement dans le secteur du Bâtiment et travaux publics dont elle accueille de nombreuses formations allant du brevet d'études professionnelles (BEP) jusqu'au Diplôme national de master et au doctorat.

## Géographie

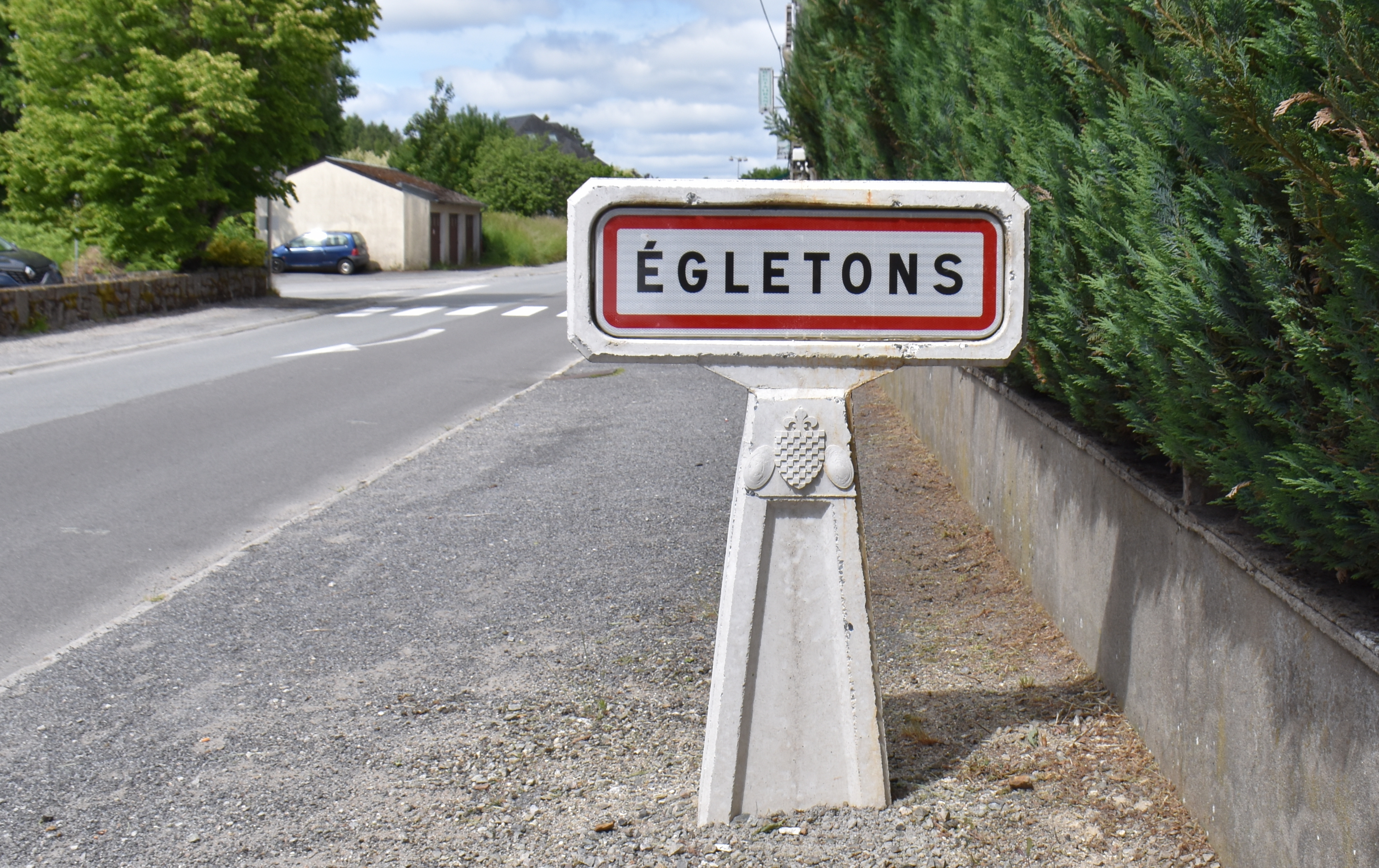
Une entrée du bourg.
(Signalétique Michelin)

### Communes limitrophes
Les communes limitrophes sont Darnets, Moustier-Ventadour, Péret-Bel-Air, Rosiers-d'Égletons, Saint-Yrieix-le-Déjalat et Soudeilles.
Égletons se situe dans le Massif central au carrefour de plusieurs ensembles géographiques. La ville est adossée aux premiers contreforts de la Montagne limousine (le plateau de Millevaches au nord, et le massif des Monédières à l'ouest), et s'établit ainsi sur le haut plateau corrézien dominant à l'est les gorges de la Dordogne.
| - OpenStreetMap Limite communale |

La commune se situe sur l'ex-nationale 89 (devenue RD 1089) :
- à 30 kilomètres à l'est de Tulle
- à 29 kilomètres à l'ouest d'Ussel
- à 5 kilomètres de la sortie 22 de l'autoroute A89 reliant Bordeaux (à 260 kilomètres) et Clermont-Ferrand (à 120 kilomètres).

### Climat
Pour des articles plus généraux, voir Climat de la Nouvelle-Aquitaine et Climat de la Corrèze.

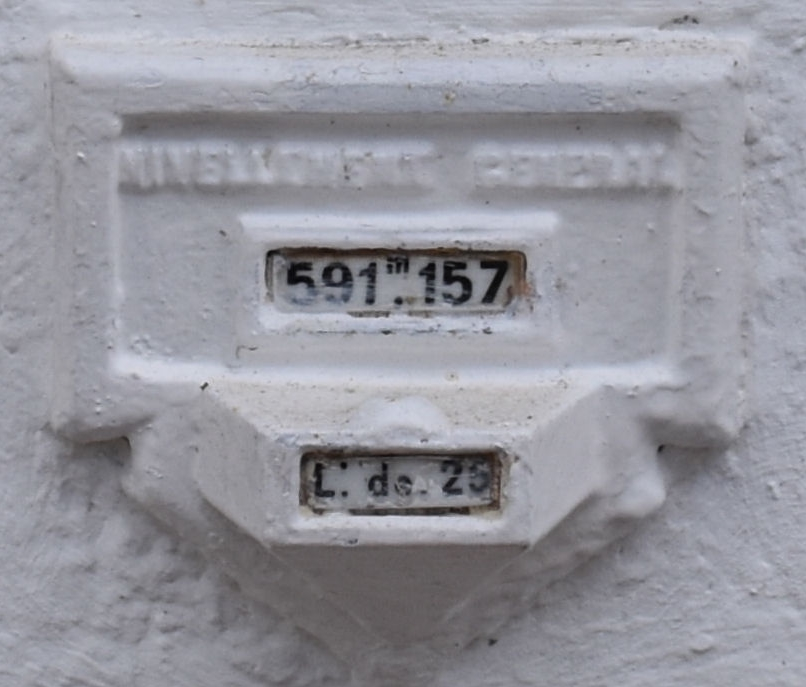
Borne de nivellement sur le mur de la gare- Altitude très précise de 591,157m.

Historiquement, la commune est exposée à un climat montagnard.
En 2020, Météo-France publie une typologie des climats de la France métropolitaine dans laquelle la commune est exposée à un climat de montagne et est dans la région climatique Ouest et nord-ouest du Massif Central, caractérisée par une pluviométrie annuelle de 900 à 1 500 mm, maximale en automne et en hiver.
Pour la période 1971-2000, la température annuelle moyenne est de 9,8 °C, avec  une amplitude thermique annuelle de 14,8 °C. Le cumul annuel moyen de précipitations est de 1 332 mm, avec 14,4 jours de précipitations en janvier et 8,2 jours en juillet. Pour la période 1991-2020, la température moyenne annuelle observée sur la station météorologique installée sur la commune est de 10,6 °C et le cumul annuel moyen de précipitations est de 1 428,5 mm,. Pour l'avenir, les paramètres climatiques de la commune estimés pour 2050 selon différents scénarios d’émission de gaz à effet de serre sont consultables sur un site dédié publié par Météo-France en novembre 2022.
| Mois                                  | jan.           | fév.           | mars           | avril         | mai           | juin          | jui.          | août          | sep.          | oct.          | nov.             | déc.          | année      |
| ------------------------------------- | -------------- | -------------- | -------------- | ------------- | ------------- | ------------- | ------------- | ------------- | ------------- | ------------- | ---------------- | ------------- | ---------- |
| Température minimale moyenne (°C)     | −0,2           | −0,5           | 1,9            | 4,4           | 7,7           | 11,2          | 12,5          | 12,2          | 9,2           | 6,8           | 2,9              | 0,4           | 5,7        |
| Température moyenne (°C)              | 3,2            | 3,7            | 6,7            | 9,5           | 13,1          | 16,8          | 18,3          | 18,2          | 15            | 11,5          | 6,6              | 4             | 10,6       |
| Température maximale moyenne (°C)     | 6,6            | 7,8            | 11,6           | 14,7          | 18,4          | 22,5          | 24,2          | 24,3          | 20,7          | 16,2          | 10,3             | 7,5           | 15,4       |
| Record de froid (°C) date du record   | −12,2 30.01.04 | −14,6 09.02.12 | −15,5 01.03.05 | −5,2 08.04.21 | −1,3 03.05.21 | 2,8 05.06.14  | 4 17.07.00    | 4,8 29.08.10  | −0,9 18.09.01 | −6,3 25.10.03 | −11,1 22.11.1998 | −13 19.12.09  | −15,5 2005 |
| Record de chaleur (°C) date du record | 18 01.01.22    | 24,6 27.02.19  | 24,8 14.03.12  | 27,4 07.04.11 | 31,2 21.05.22 | 37,4 27.06.19 | 37,3 23.07.19 | 37,1 12.08.03 | 34,3 04.09.23 | 30,7 01.10.23 | 23,4 08.11.15    | 17,9 19.12.15 | 37,4 2019  |
| Précipitations (mm)                   | 142,5          | 112,5          | 129,8          | 134,4         | 112,2         | 97,8          | 93,2          | 90            | 90            | 114,5         | 152,4            | 159,2         | 1 428,5    |

## Urbanisme

### Typologie
Au 1er janvier 2024, Égletons est catégorisée bourg rural, selon la nouvelle grille communale de densité à 7 niveaux définie par l'Insee en 2022.
Elle appartient à l'unité urbaine d'Égletons, une unité urbaine monocommunale constituant une ville isolée,. Par ailleurs la commune fait partie de l'aire d'attraction d'Égletons, dont elle est la commune-centre,. Cette aire, qui regroupe 14 communes, est catégorisée dans les aires de moins de 50 000 habitants,.

### Occupation des sols
L'occupation des sols de la commune, telle qu'elle ressort de la base de données européenne d’occupation biophysique des sols Corine Land Cover (CLC), est marquée par l'importance des forêts et milieux semi-naturels (48,6 % en 2018), une proportion sensiblement équivalente à celle de 1990 (49,4 %). La répartition détaillée en 2018 est la suivante : 
forêts (46,8 %), zones urbanisées (15,7 %), zones agricoles hétérogènes (14,1 %), zones industrielles ou commerciales et réseaux de communication (10,5 %), prairies (8,4 %), espaces verts artificialisés, non agricoles (2,8 %), milieux à végétation arbustive et/ou herbacée (1,7 %).
L'évolution de l’occupation des sols de la commune et de ses infrastructures peut être observée sur les différentes représentations cartographiques du territoire : la carte de Cassini (XVIIIe siècle), la carte d'état-major (1820-1866) et les cartes ou photos aériennes de l'IGN pour la période actuelle (1950 à aujourd'hui).

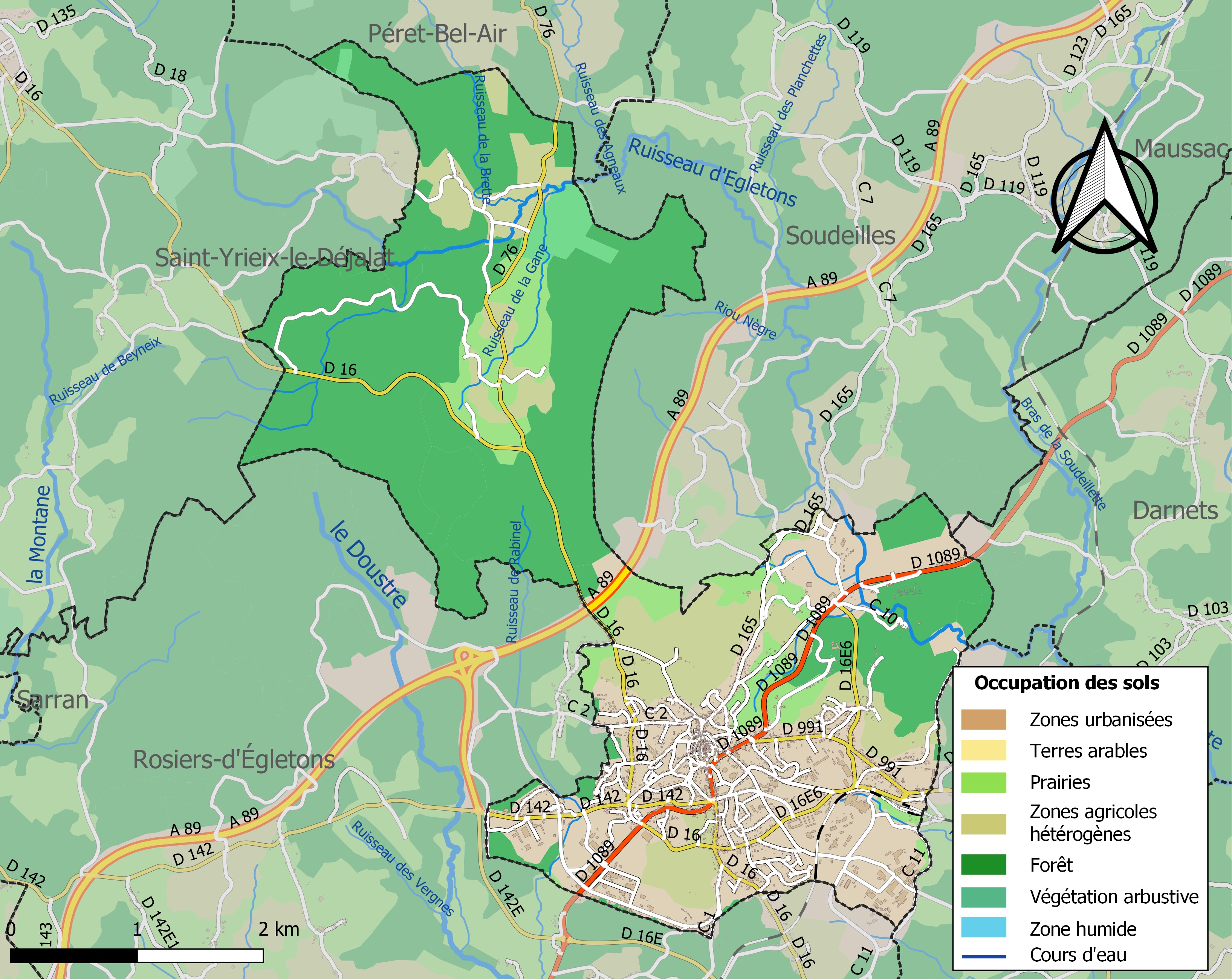
Carte des infrastructures et de l'occupation des sols de la commune en 2018 (CLC).

### Risques majeurs
Le territoire de la commune d'Égletons est vulnérable à différents aléas naturels : météorologiques (tempête, orage, neige, grand froid, canicule ou sécheresse), feux de forêts, mouvements de terrains et séisme (sismicité très faible). Il est également exposé à un risque technologique, le transport de matières dangereuses, et à deux risques particuliers : le risque minier et le risque de radon. Un site publié par le BRGM permet d'évaluer simplement et rapidement les risques d'un bien localisé soit par son adresse soit par le numéro de sa parcelle.

#### Risques naturels

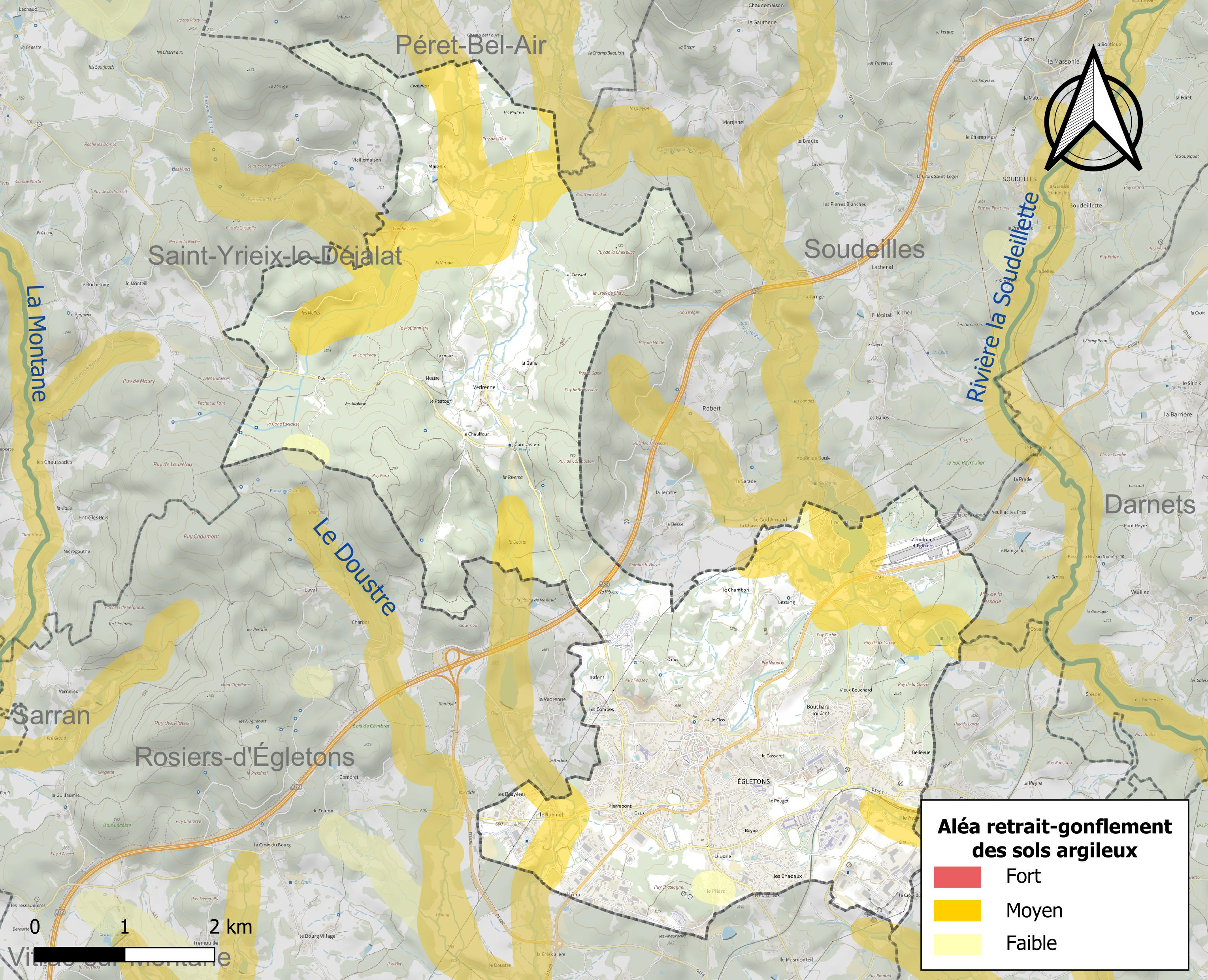
Carte des zones d'aléa retrait-gonflement des sols argileux d'Égletons.

La commune est vulnérable au risque de mouvements de terrains constitué principalement du retrait-gonflement des sols argileux. Cet aléa est susceptible d'engendrer des dommages importants aux bâtiments en cas d’alternance de périodes de sécheresse et de pluie. 18,5 % de la superficie communale est en aléa moyen ou fort (26,8 % au niveau départemental et 48,5 % au niveau national). Sur les 1 263 bâtiments dénombrés sur la commune en 2019, 32 sont en aléa moyen ou fort, soit 3 %, à comparer aux 36 % au niveau départemental et 54 % au niveau national. Une cartographie de l'exposition du territoire national au retrait gonflement des sols argileux est disponible sur le site du BRGM,.
Concernant les feux de forêt, aucun plan de prévention des risques incendie de forêt (PPRIF) n’a été établi en Corrèze, néanmoins le code de l’urbanisme impose la prise en compte des risques dans les documents d’urbanisme. Le périmètre des servitudes d'utilité publique et des zones d'obligation légale de débroussaillement pour les particuliers est quant à lui défini pour la commune dans une carte dédiée.

#### Risques technologiques
Le risque de transport de matières dangereuses sur la commune est lié à sa traversée par une route à fort trafic et une canalisation de transport d'hydrocarbures. Un accident se produisant sur de telles infrastructures est susceptible d’avoir des effets graves sur les biens, les personnes ou l'environnement, selon la nature du matériau transporté. Des dispositions d’urbanisme peuvent être préconisées en conséquence.

#### Risques particuliers
La commune est  concernée par le risque minier, principalement lié à l’évolution des cavités souterraines laissées à l’abandon et sans entretien après l’exploitation de mines.
Dans plusieurs parties du territoire national, le radon, accumulé dans certains logements ou autres locaux, peut constituer une source significative d’exposition de la population aux rayonnements ionisants. Certaines communes du département sont concernées par le risque radon à un niveau plus ou moins élevé. Selon la classification de 2018, la commune d'Égletons est classée en zone 3, à savoir zone à potentiel radon significatif.

## Toponymie
Alexis de Valon avait proposé l'étymologie fantaisiste Eagle Town « la ville de l'aigle », donnée par les Anglais occupant le Limousin. L'origine du toponyme Égletons (1075 : de Glutonibus ; 1251 : de Glotos, 1410 : Augloutous, 1599-1604 : Esgletons) est incertaine : 
1. nom d'homme germanique Gluto, employé directement comme toponyme, « au pluriel pour désigner une famille », selon Marcel Villoutreix[22].
2. latin médiéval glutis, terre tenace, argile, avec préfixe ès à valeur locative, le nom de cette bourgade se rapportant à un endroit bourbeux, glaiseux où sans doute elle fut établie, selon Jean Costes[23].

En occitan limousin son nom est Aus Gletons.

## Histoire
Cette importante cité médiévale est en 1059 la capitale de la famille des seigneurs de Ventadour.
Depuis leur imposante forteresse, véritable nid d’aigle sur un piton rocheux dont les vestiges (récemment restaurés et consolidés) témoignent encore de la puissance, les Ventadour firent la fortune d'Égletons, assurèrent sa prospérité et furent à l'origine d'une riche tradition d'art et de culture, celle de la fin' amor : la poésie des troubadours. Bernard de Ventadour, l'un des plus célèbres d'entre eux, a su chanter à travers toute l'Europe cette civilisation courtoise raffinée. Égletons conserve aujourd'hui encore des restes de cette place forte, ses remparts aux cinq portes qui arborent les armes des Ventadour, son église Saint-Antoine et son clocher du XIIe siècle armé de mâchicoulis, sa chapelle des Pénitents.
Sous la direction de Louis Godefroy, Compagnon de la Libération, les FTPF mènent des opérations à Égletons, Tulle et Eymoutiers, actions qu’il commande personnellement.
En août 1944, se déroula la bataille d'Égletons. Les combats féroces, les destructions nombreuses et le courage des habitants lors de la lutte pour la libération de la ville valurent à Égletons, la médiévale capitale des Ventadour, la citation à l'Ordre du Corps d'Armée avec l'attribution de la Croix de guerre avec étoile de vermeil (11 novembre 1948).
La commune est le théâtre d'un fait divers qui a lieu entre 1997 et 2004, l'affaire Roland Bondonny.

## Politique et administration

### Liste des maires

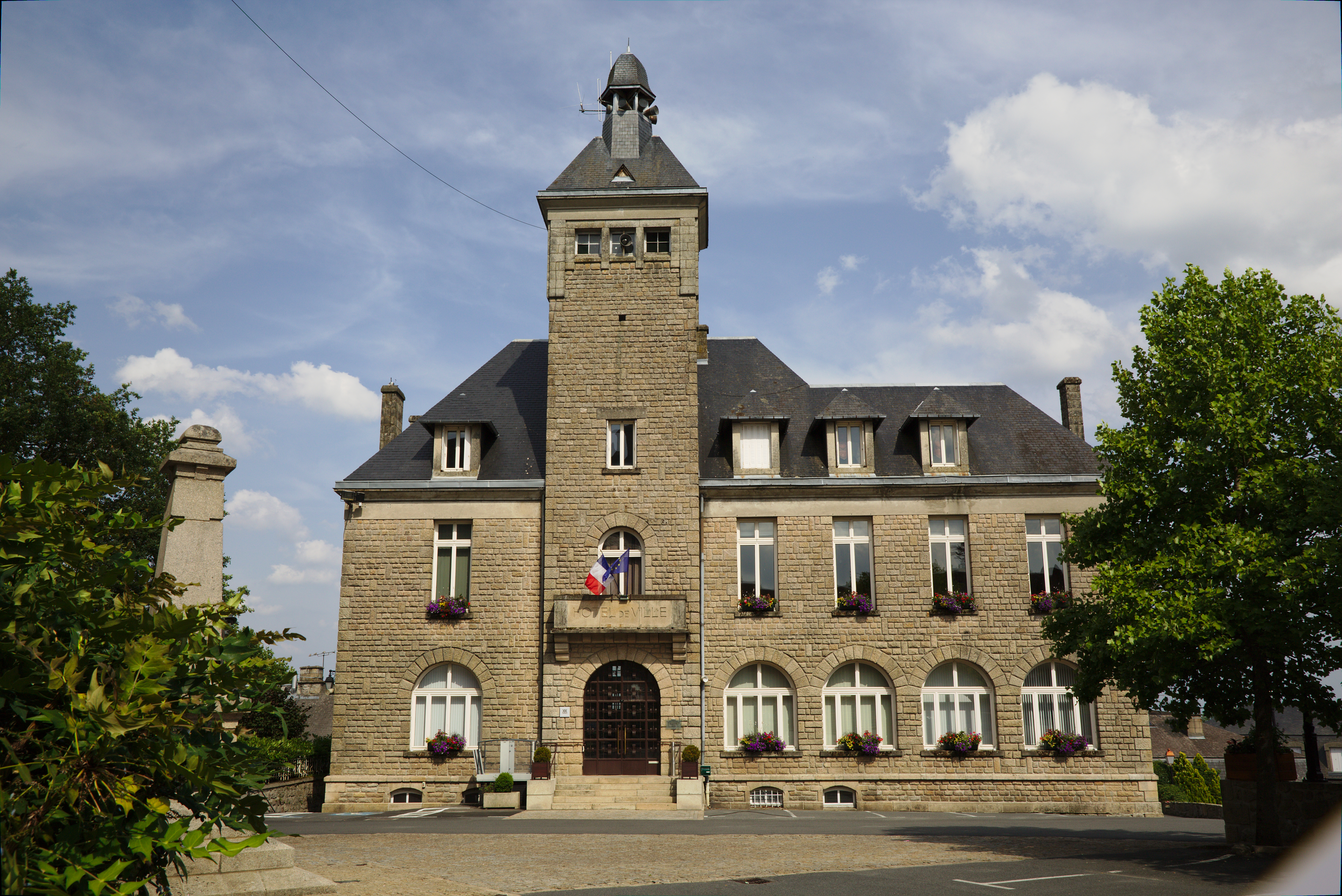
L'Hôtel-de-Ville.

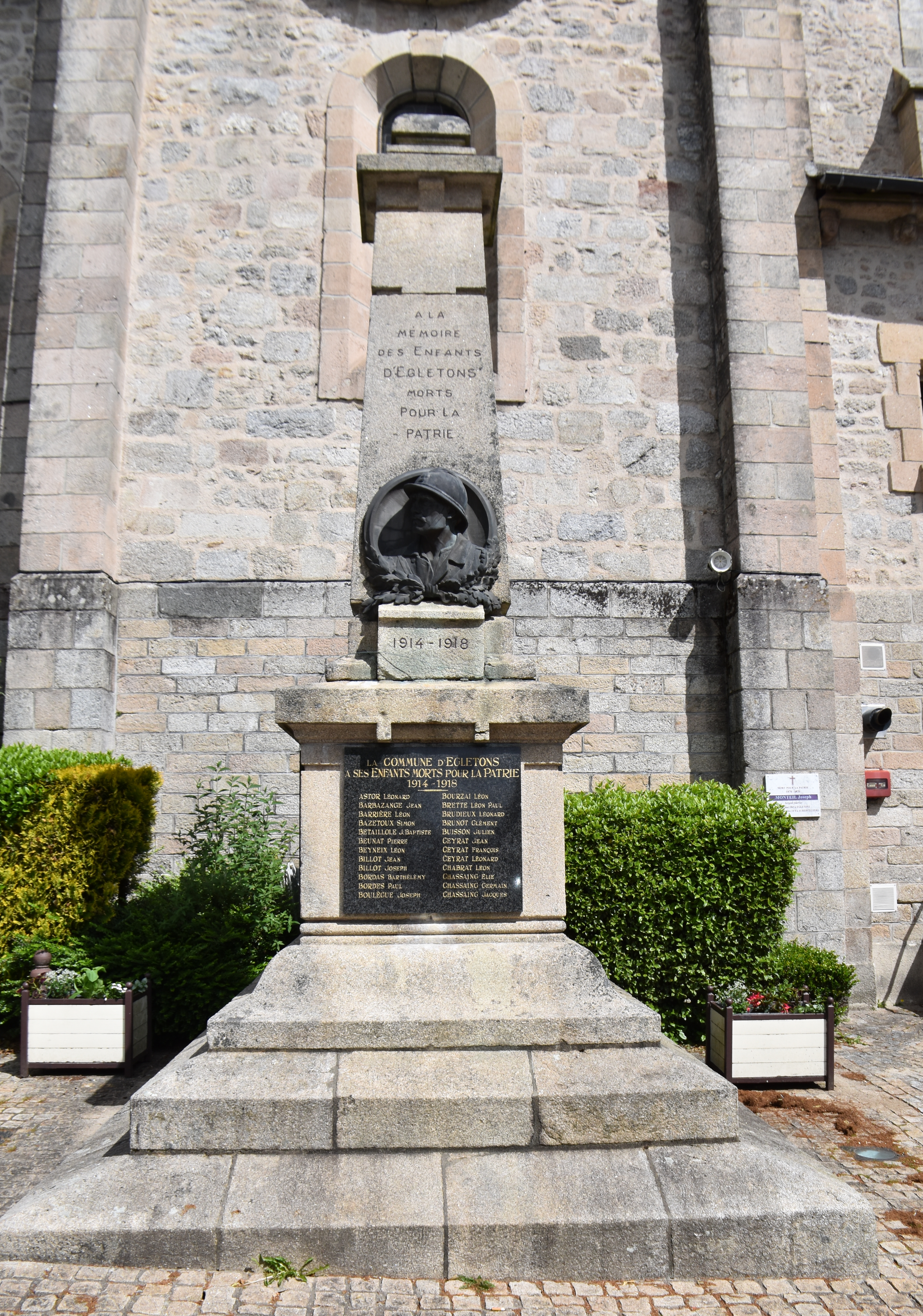
Le monument aux morts.

| Période        | Période           | Identité                | Étiquette | Qualité                                                                |
| -------------- | ----------------- | ----------------------- | --------- | ---------------------------------------------------------------------- |
| 1894           | 1923              | François Monéger        | NI        | Distillateur                                                           |
| 1929           | 1944              | Charles Spinasse        | SFIO      | …                                                                      |
| 1944           | 1947              | Jean-Baptiste Gautherie | …         | …                                                                      |
| 1947           | 1959              | Pierre Marcel Caraminot | …         | …                                                                      |
| 1959           | 1965              | Jean Guinot             | …         | …                                                                      |
| 1965           | 1977              | Charles Spinasse        | PSD       | …                                                                      |
| 1977           | 1989              | Louis Bourzai           | …         | …                                                                      |
| 1989           | 1991              | André Crouzette         | DVD       | Conseiller général                                                     |
| 1991           | 1995              | André Chamalaud         | …         | …                                                                      |
| 1995           | mars 2001         | Monique Mazeyrat        | RPR       | …                                                                      |
| mars 2001      | mars 2008         | Bernadette Bourzai      | PS        | Professeur d'histoire-géographie, sénatrice (2008-2014)                |
| mars 2008      | août 2014 (décès) | Michel Paillassou       | UMP       | Conseiller général Président de la communauté de communes de Ventadour |
| septembre 2014 | En cours          | Charles Ferré           | UMP-LR    |                                                                        |

### Jumelages
- Uffenheim (Allemagne).

## Population et société

### Démographie
Les habitants sont appelés les Égletonnais et Égletonnaises.
| 1793 | 1800 | 1806 | 1821  | 1831  | 1836  | 1841  | 1846  | 1851  |
| ---- | ---- | ---- | ----- | ----- | ----- | ----- | ----- | ----- |
| 872  | 886  | 989  | 1 028 | 1 253 | 1 499 | 1 511 | 1 581 | 1 604 |

| 1856  | 1861  | 1866  | 1872  | 1876  | 1881  | 1886  | 1891  | 1896  |
| ----- | ----- | ----- | ----- | ----- | ----- | ----- | ----- | ----- |
| 1 672 | 1 598 | 1 616 | 1 750 | 1 849 | 1 892 | 1 890 | 1 832 | 1 782 |

| 1901  | 1906  | 1911  | 1921  | 1926  | 1931  | 1936  | 1946  | 1954  |
| ----- | ----- | ----- | ----- | ----- | ----- | ----- | ----- | ----- |
| 1 697 | 1 928 | 1 921 | 1 854 | 1 867 | 2 021 | 2 734 | 3 154 | 3 633 |

| 1962  | 1968  | 1975  | 1982  | 1990  | 1999  | 2005  | 2006  | 2010  |
| ----- | ----- | ----- | ----- | ----- | ----- | ----- | ----- | ----- |
| 3 201 | 3 669 | 4 608 | 4 590 | 4 487 | 4 087 | 4 424 | 4 376 | 4 481 |

| 2015  | 2020  | 2022  | - | - | - | - | - | - |
| ----- | ----- | ----- | - | - | - | - | - | - |
| 4 274 | 4 274 | 4 336 | - | - | - | - | - | - |

### Enseignement
Égletons est réputé pour ses écoles et ses centres de formation destinés aux métiers du bâtiment et travaux publics.
- Le lycée Pierre-Caraminot, diplôme de BTS.
- L'Institut universitaire de technologie du Limousin (IUT), diplôme de DUT
- L'Institut universitaire professionnalisé du Limousin (IUP), diplôme de licence.
- La faculté des sciences et techniques du Limousin, diplômes de master et doctorat.
- L'École d'application aux métiers des travaux publics (EATP)[30].
- L'École supérieure d'ingénieurs des travaux de la construction de Paris - Campus d'Égletons

## Culture locale et patrimoine

### Lieux et monuments
- L'église Saint-Antoine-l'ermite : clocher (XIIe – XVIIIe siècle), porche (fin XIIe siècle) et vitraux de Blanchet et Lesage[31] (1956). L'édifice a été inscrit au titre des monuments historiques en 2012[32].

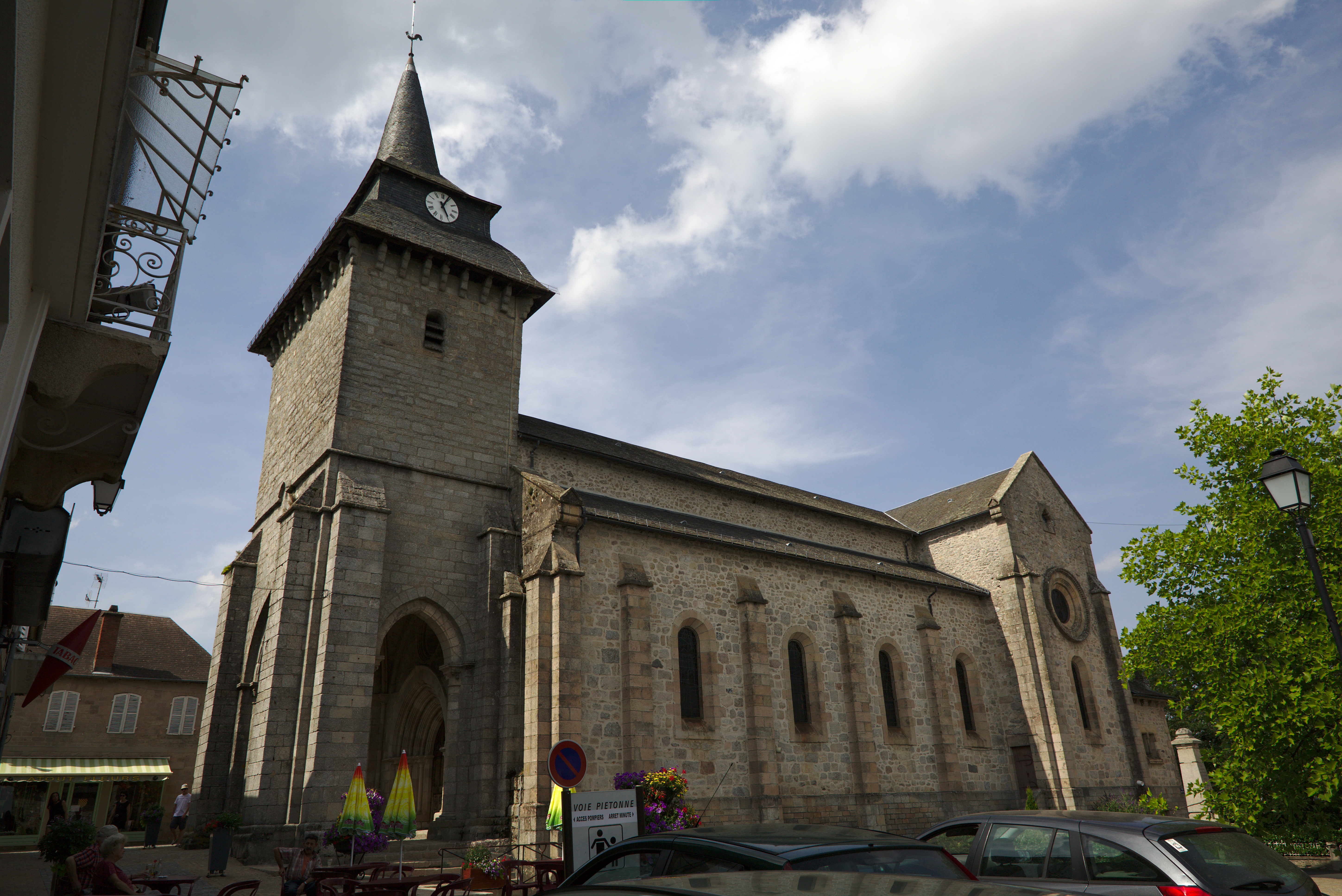
Vue de la façade sud.
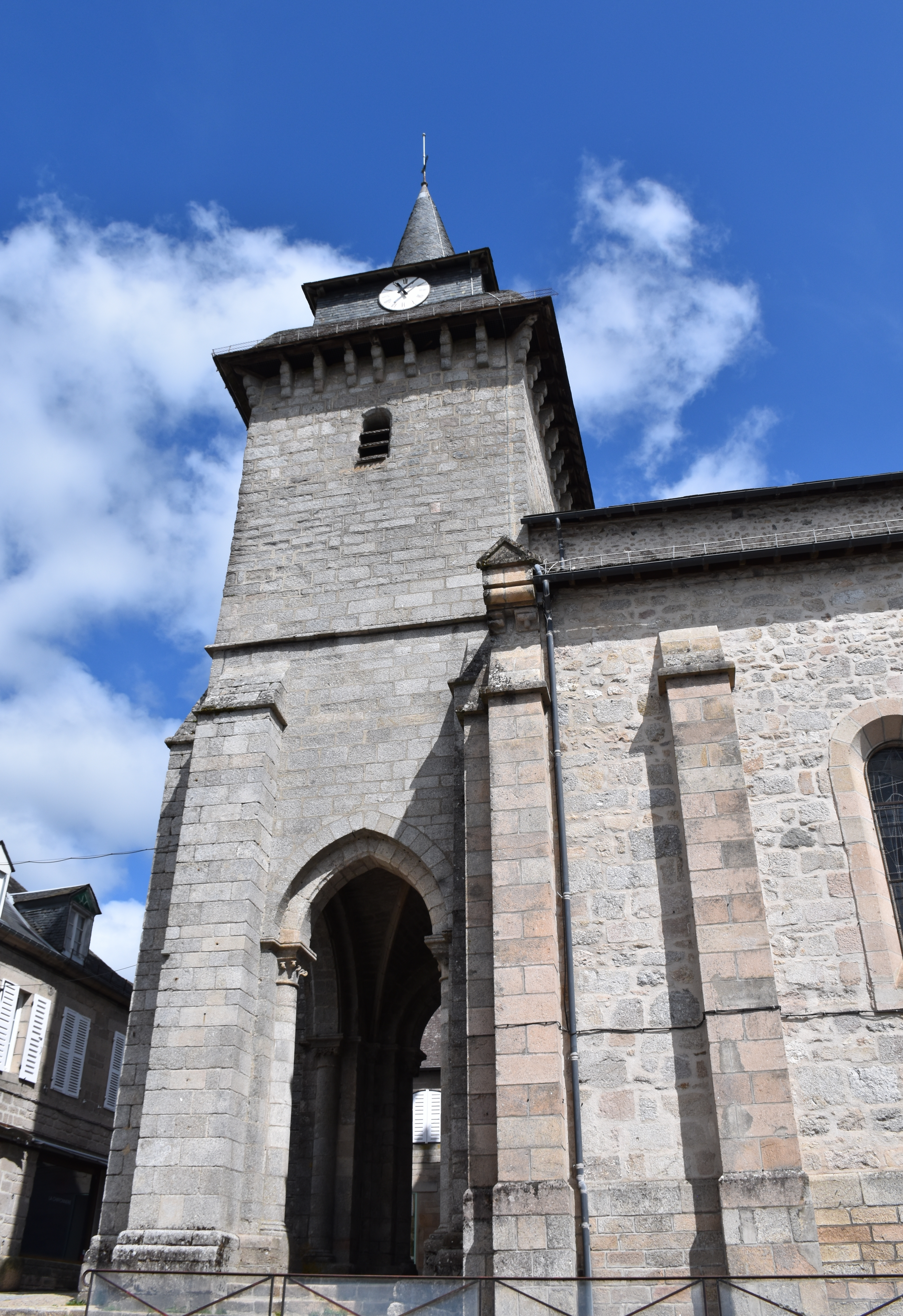
Le clocher-porche.
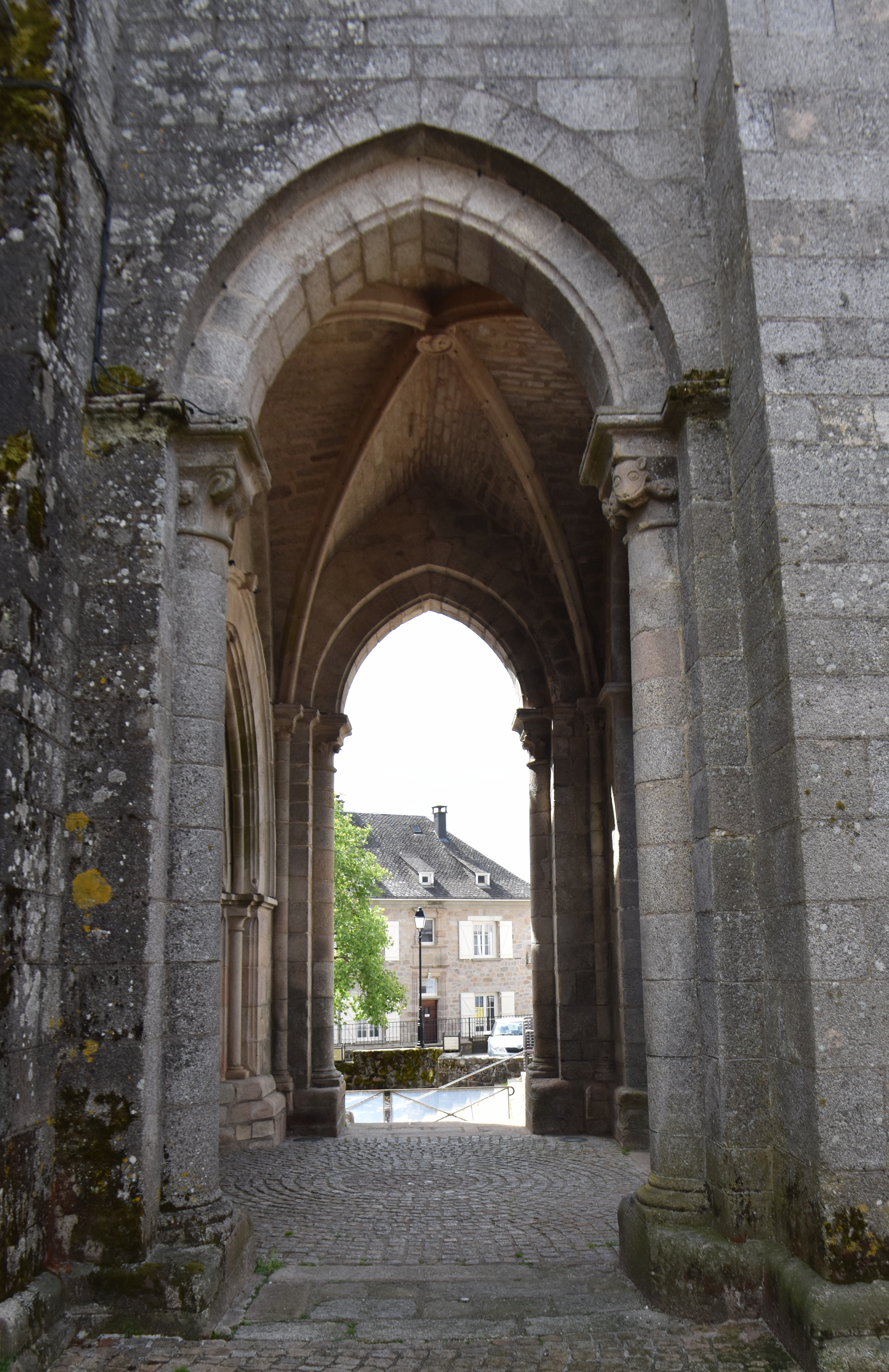
Le clocher-porche.
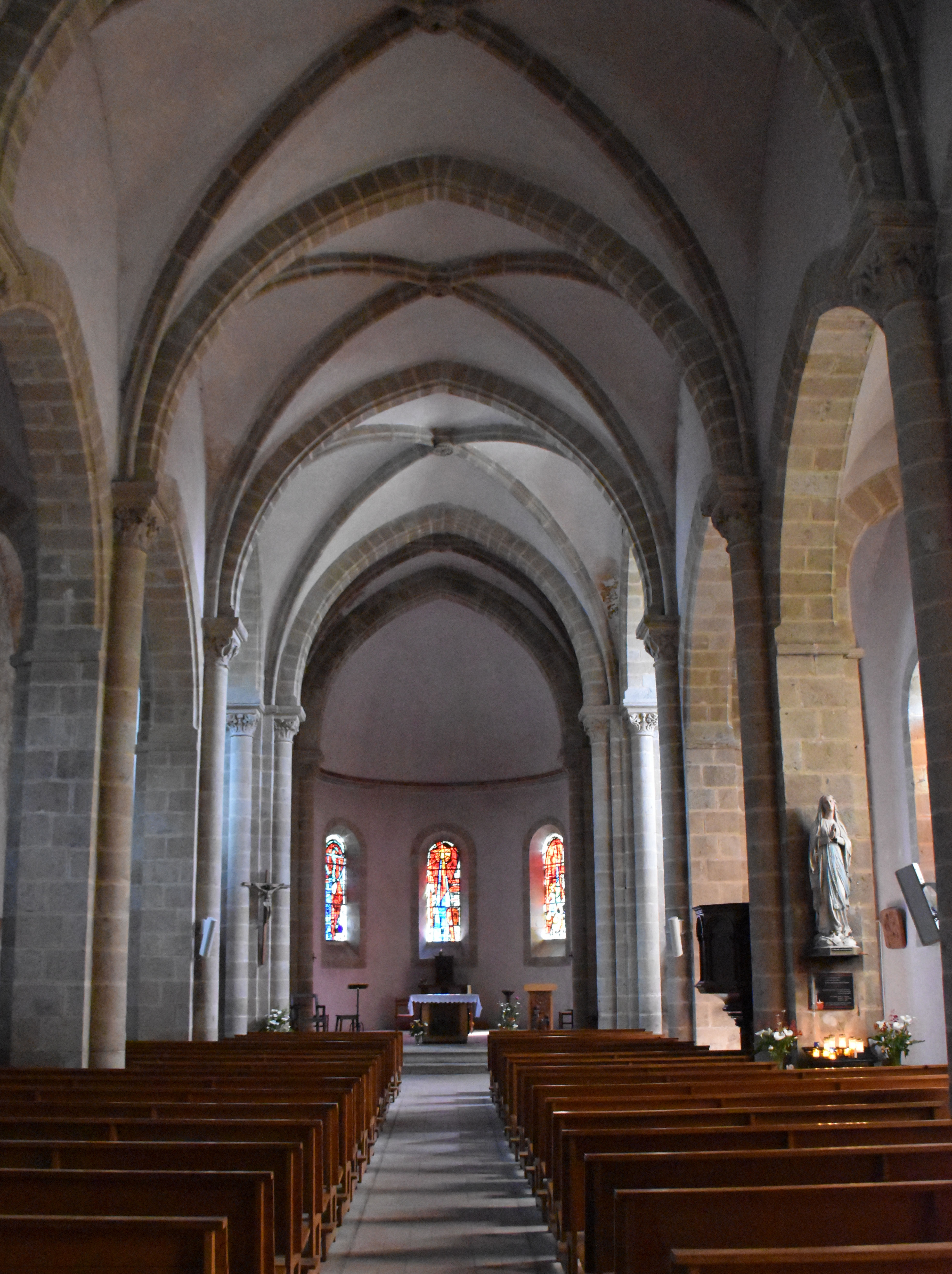
La nef.
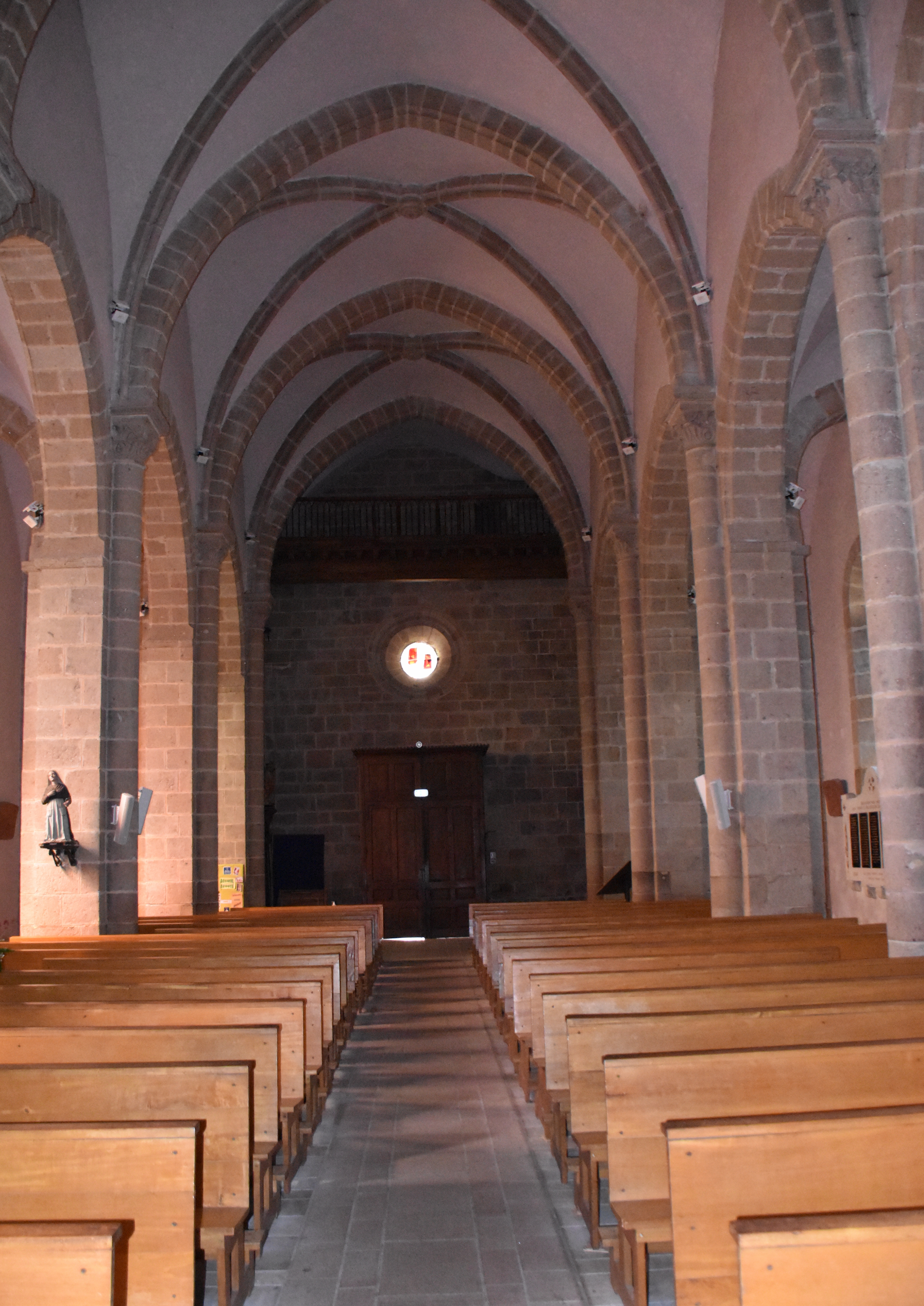
La nef côté porche.
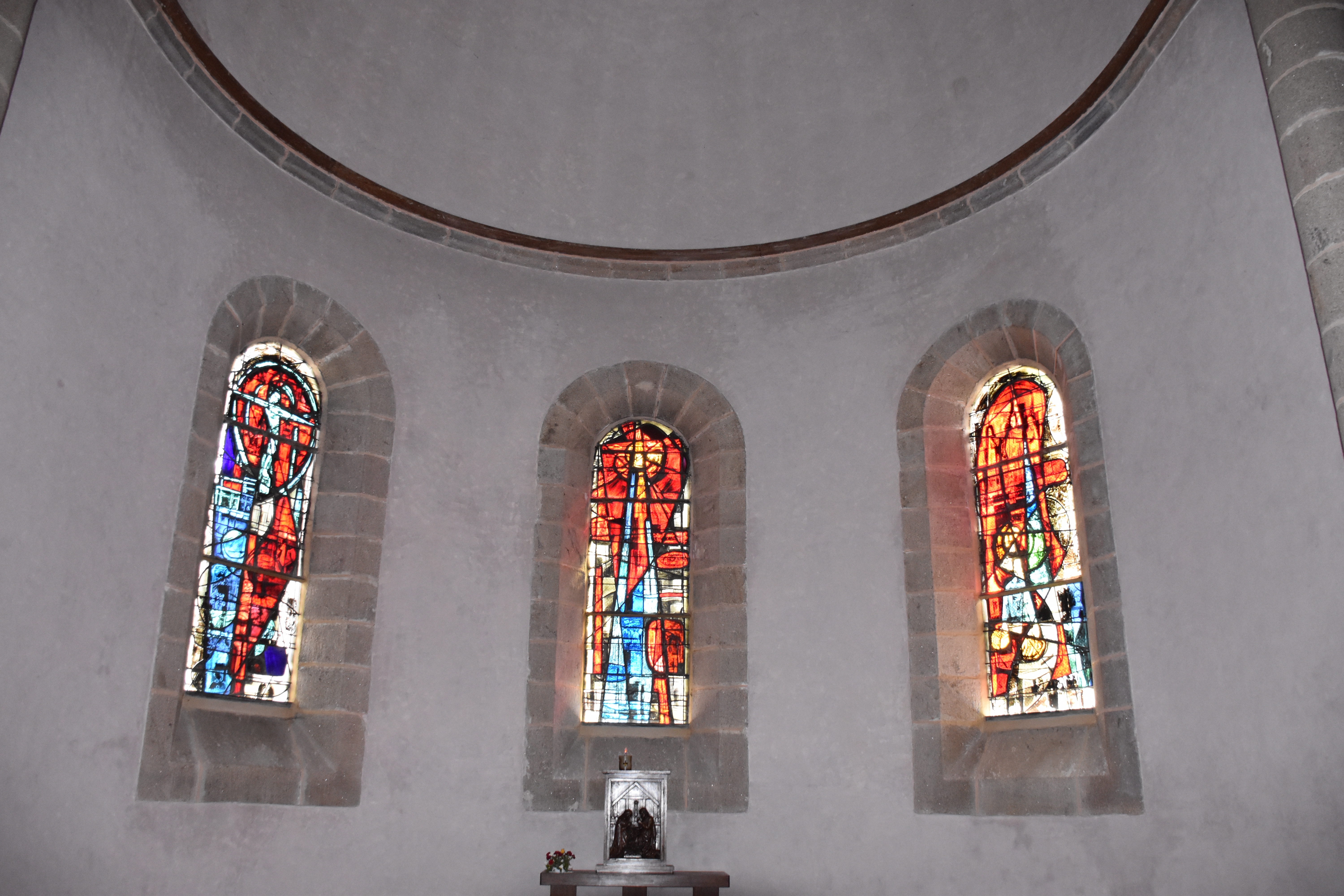
Les vitraux du chœur.

- Les remparts (vestiges)
- La maison des d'Ambert de Sérilhac
- Le métier à ferrer les vaches
- L'église Saint-Antoine-l'ermite : clocher (XIIe – XVIIIe siècle), porche (fin XIIe siècle) et vitraux de Blanchet et Lesage[31] (1956). L'édifice a été inscrit au titre des monuments historiques en 2012[32].
- La chapelle de l'hôpital (XIIIe siècle) puis de la confrérie des Pénitents blancs (XVIIe siècle)
- Le presbytère
- Les fontaines
- Le Centre de découverte du Moyen Âge[33]
- Le projet d'urbanisme de la ville d'Égletons 1929-1979.

## Galerie

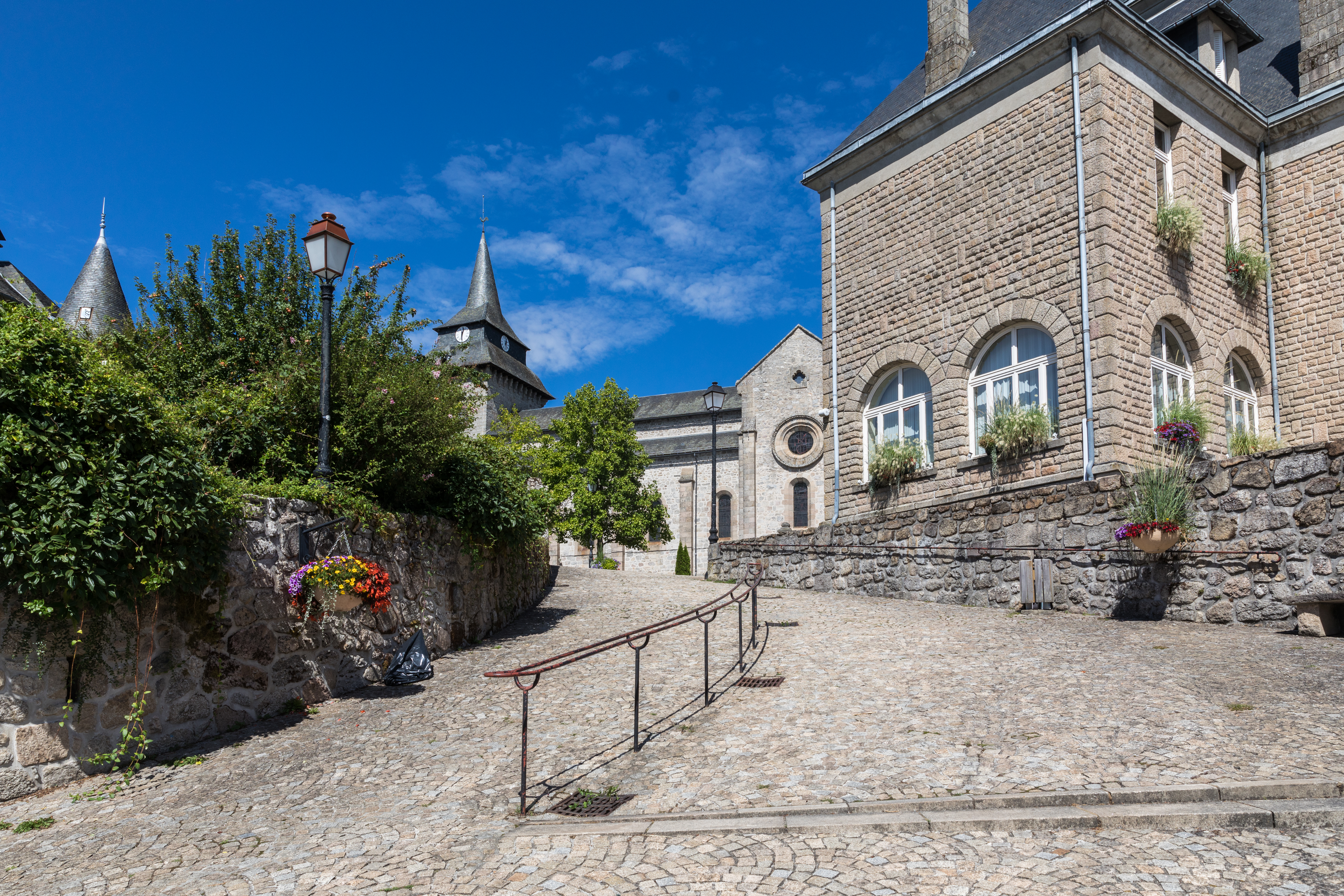
Le Pas de l'échoppe.
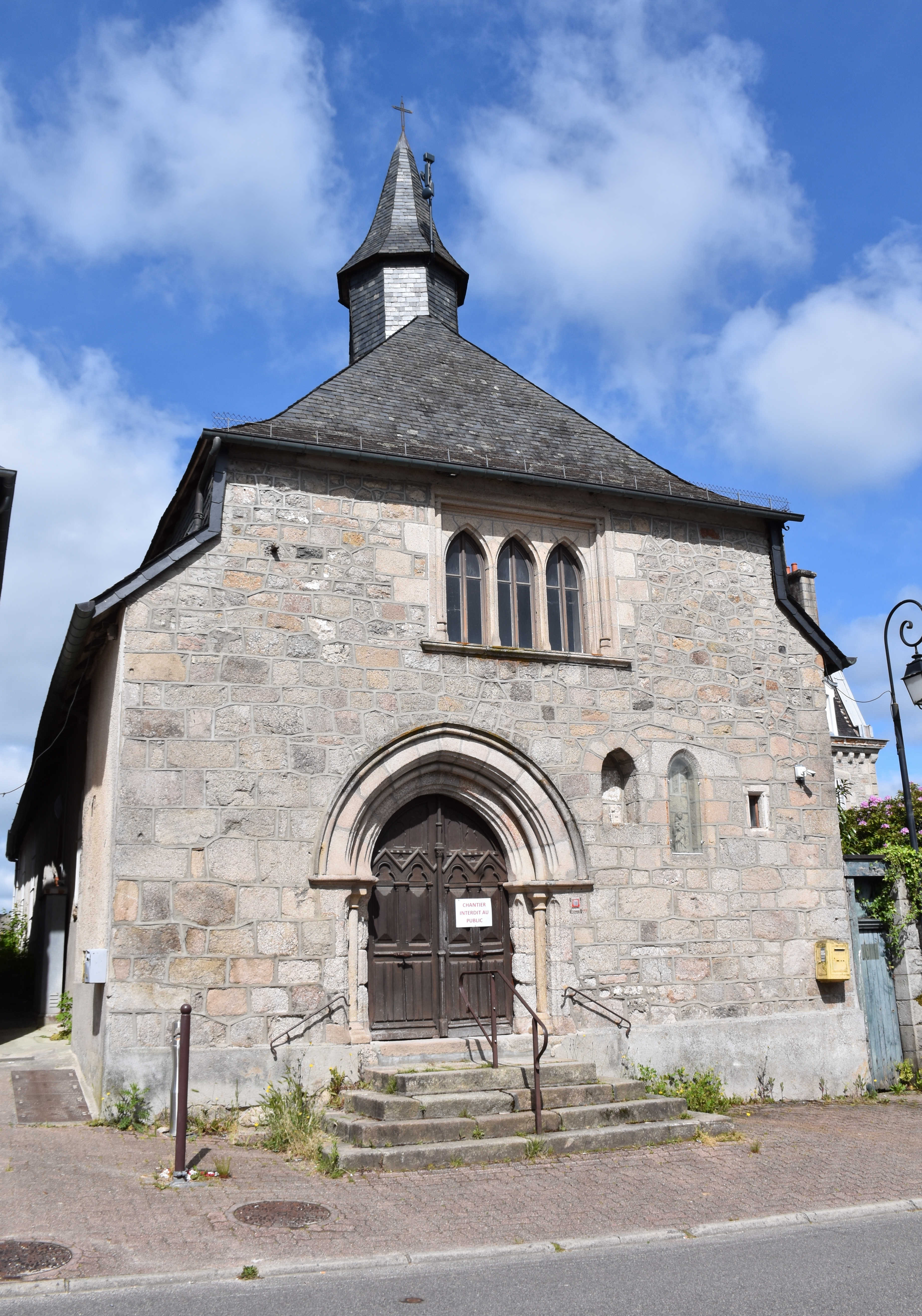
La chapelle des Pénitents blancs.
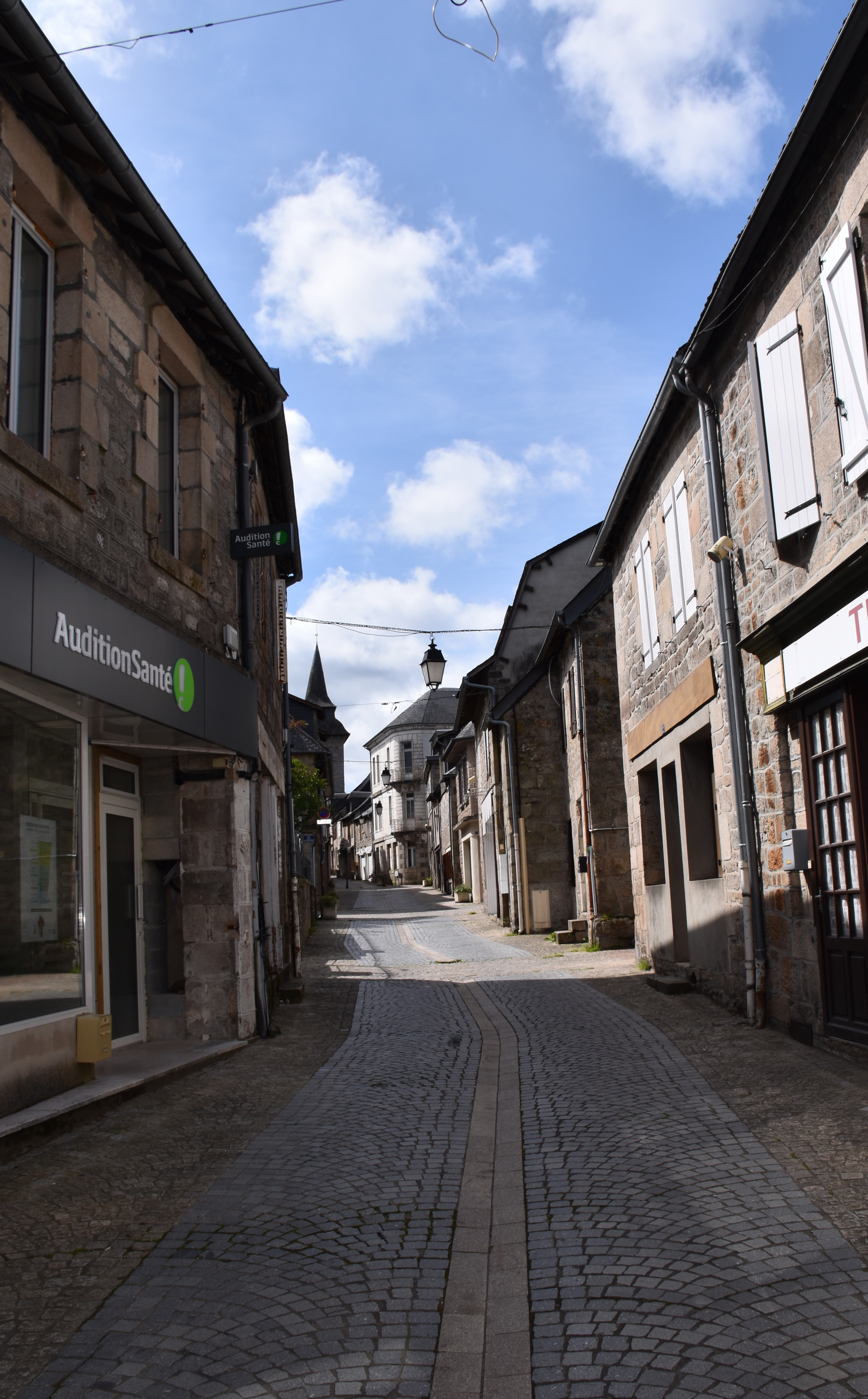
La rue piétonne François Monéger.
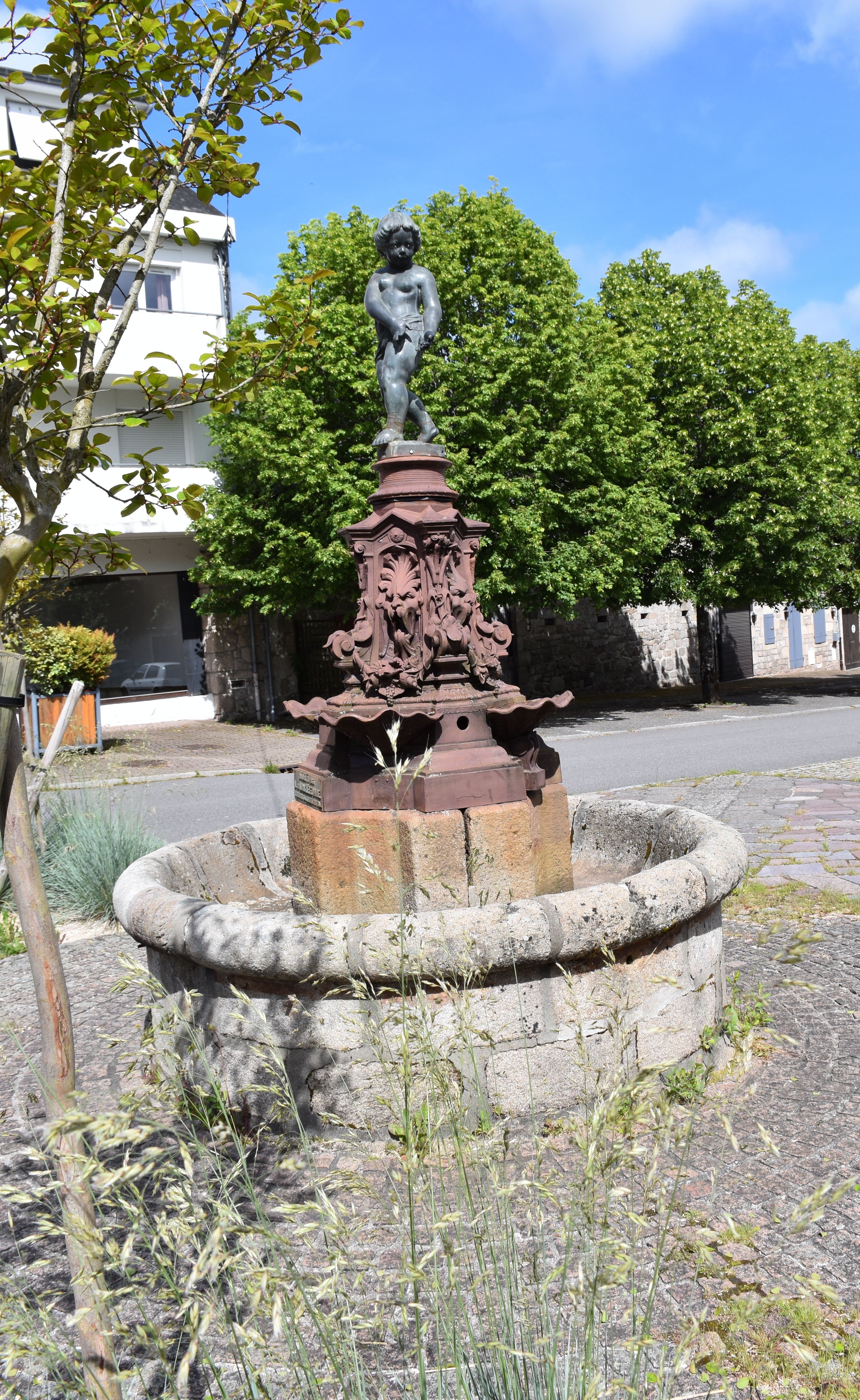
La fontaine de la place du Marchadial.
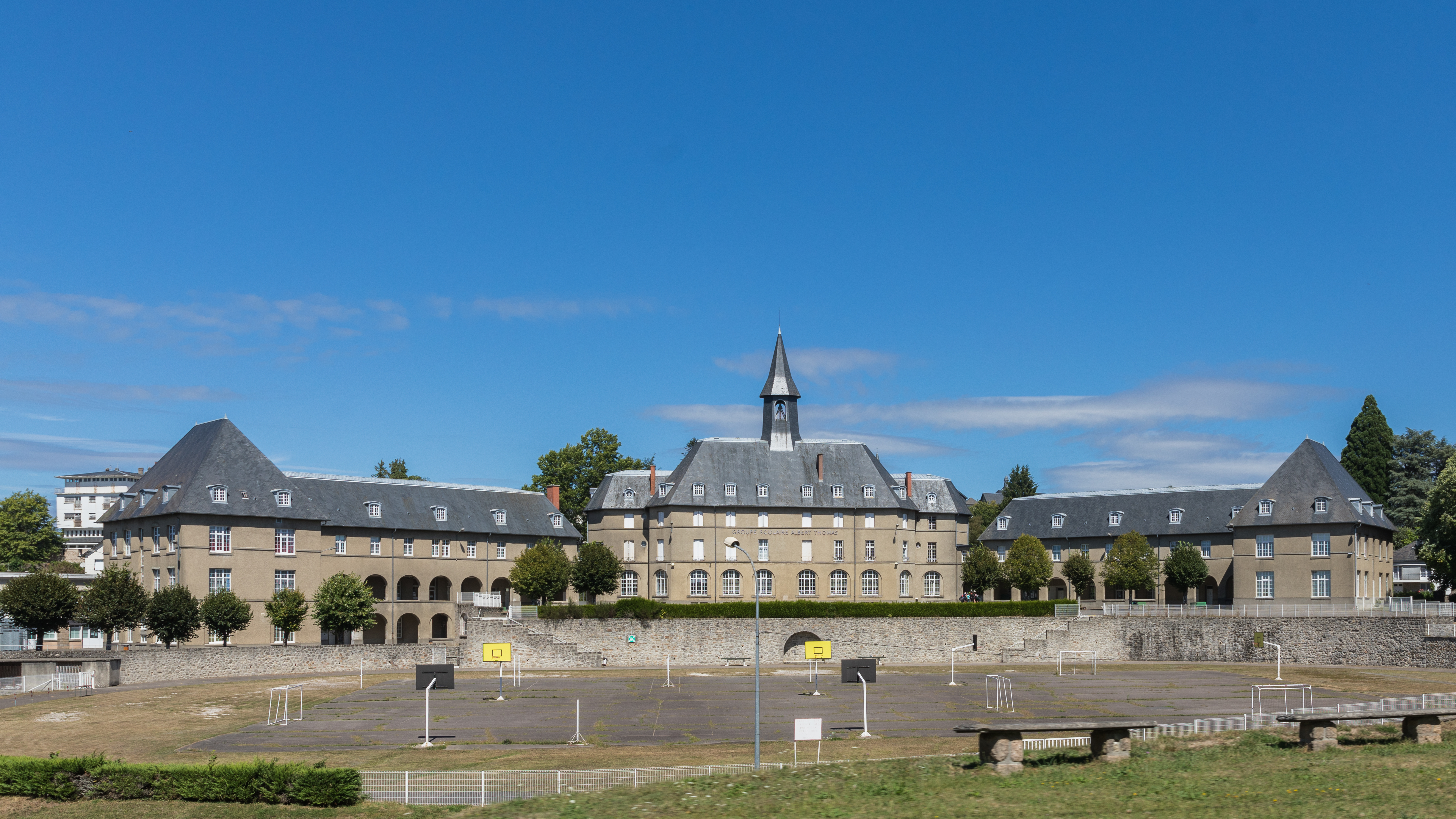
Le collège Albert Thomas.

### Label
En 2009, le ministère de la Culture a attribué à la ville le label « Patrimoine du XXe siècle » pour son architecture remarquable et son ensemble urbain des années 1930 à 1960.
À voir :
- la porte monumentale du stade François-Chassaing (René Blanchot, 1936)
- l'École nationale professionnelle (ENP) (Robert Danis, 1934)
- le bâtiment central du Village de vacances (Roland Schweitzer, 1966)

### Parcs et espaces verts

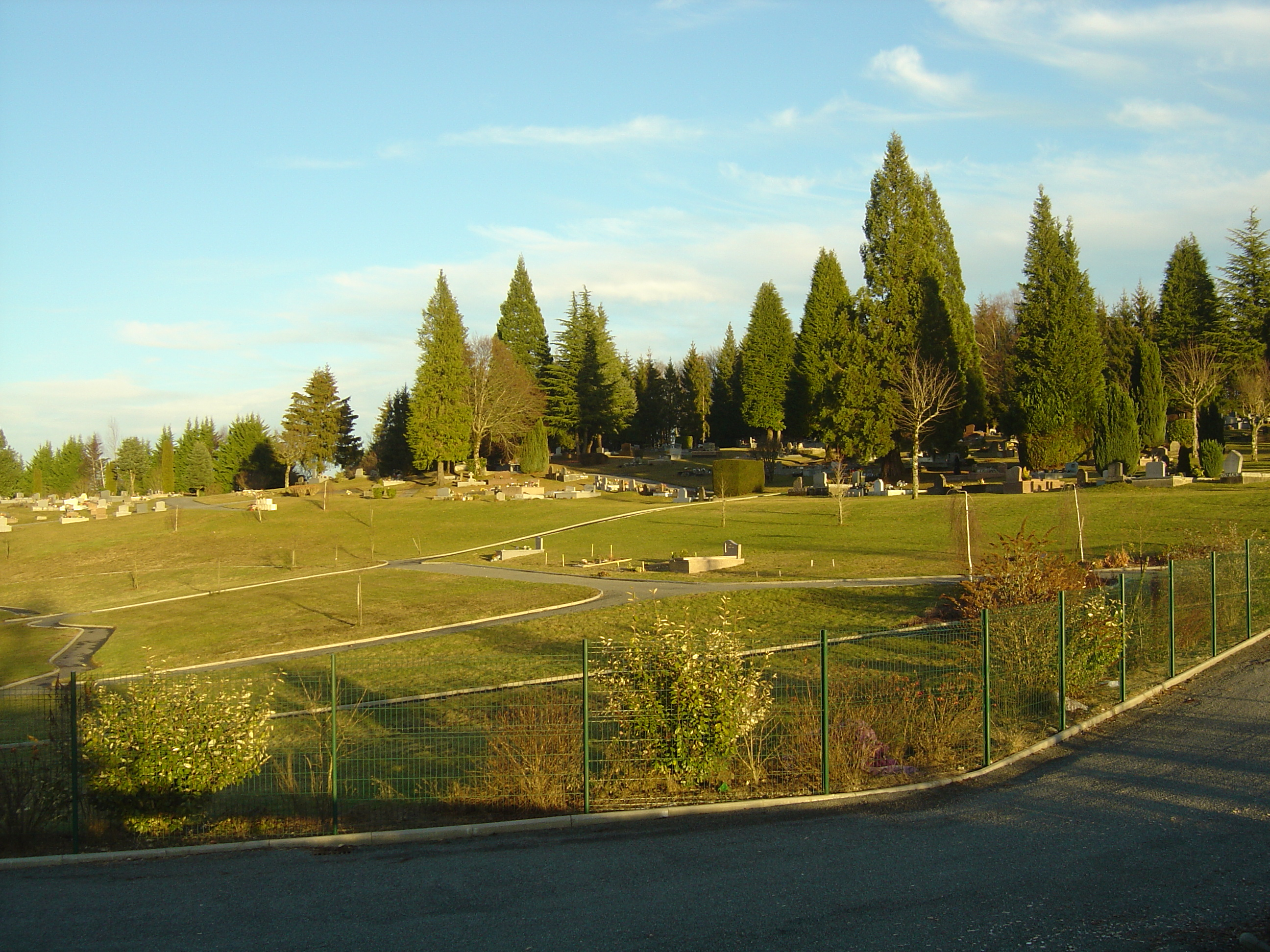
Cimetière paysager.

La commune est une ville fleurie ayant obtenu deux fleurs au palmarès 2007 du concours des villes et villages fleuris. Elle a conservé cette reconnaissance en 2008.

## Historique des noms des rues
Paule Morot-Cabanac a écrit Égletons et ses rues dans lequel elle recense les rues de la ville et explique l'origine des noms qui leur ont été donnés.

### Égletons au début du siècle dernier

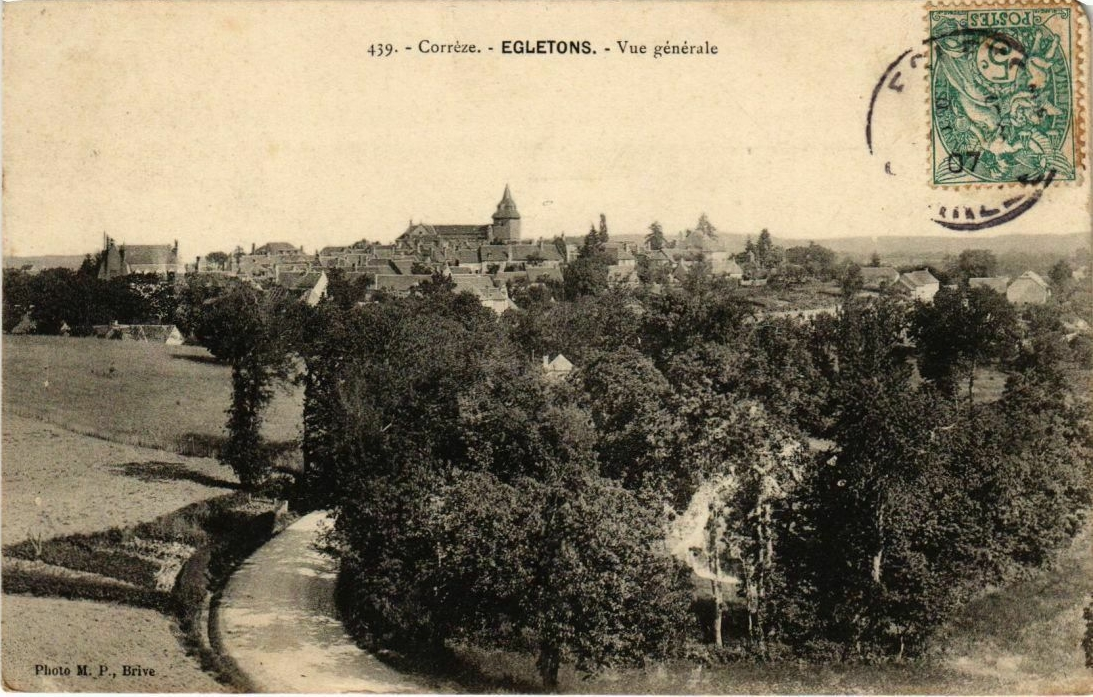
Panorama du village en 1907.
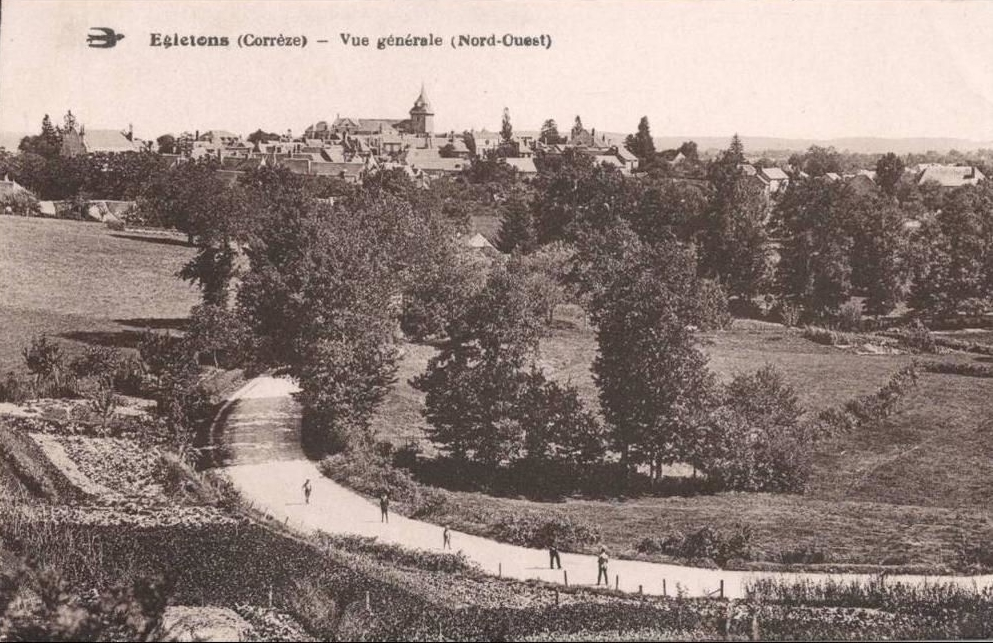
Panorama du village en 1910.
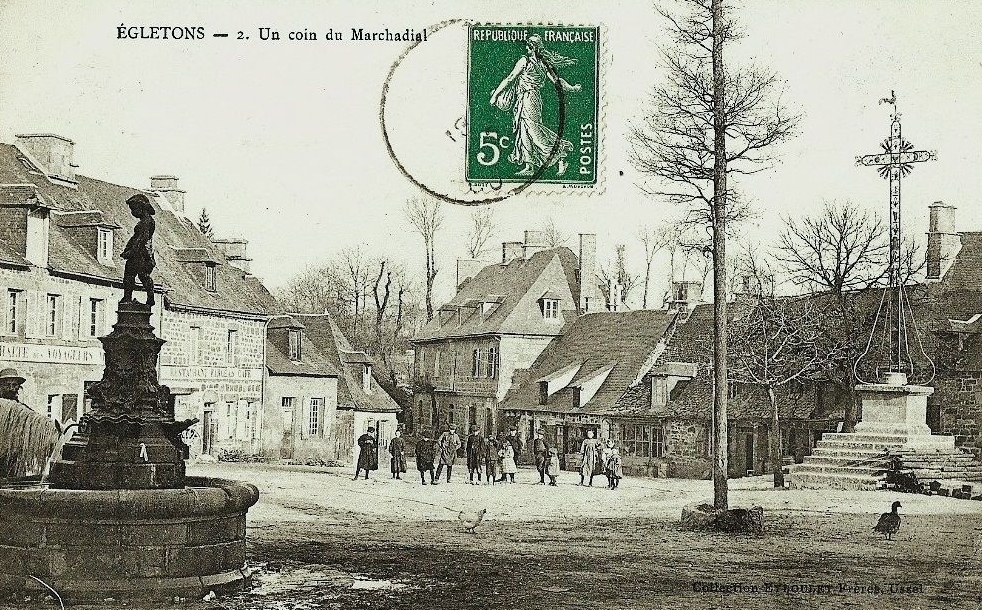
Un coin de la  place du Marchadial avec la fontaine.
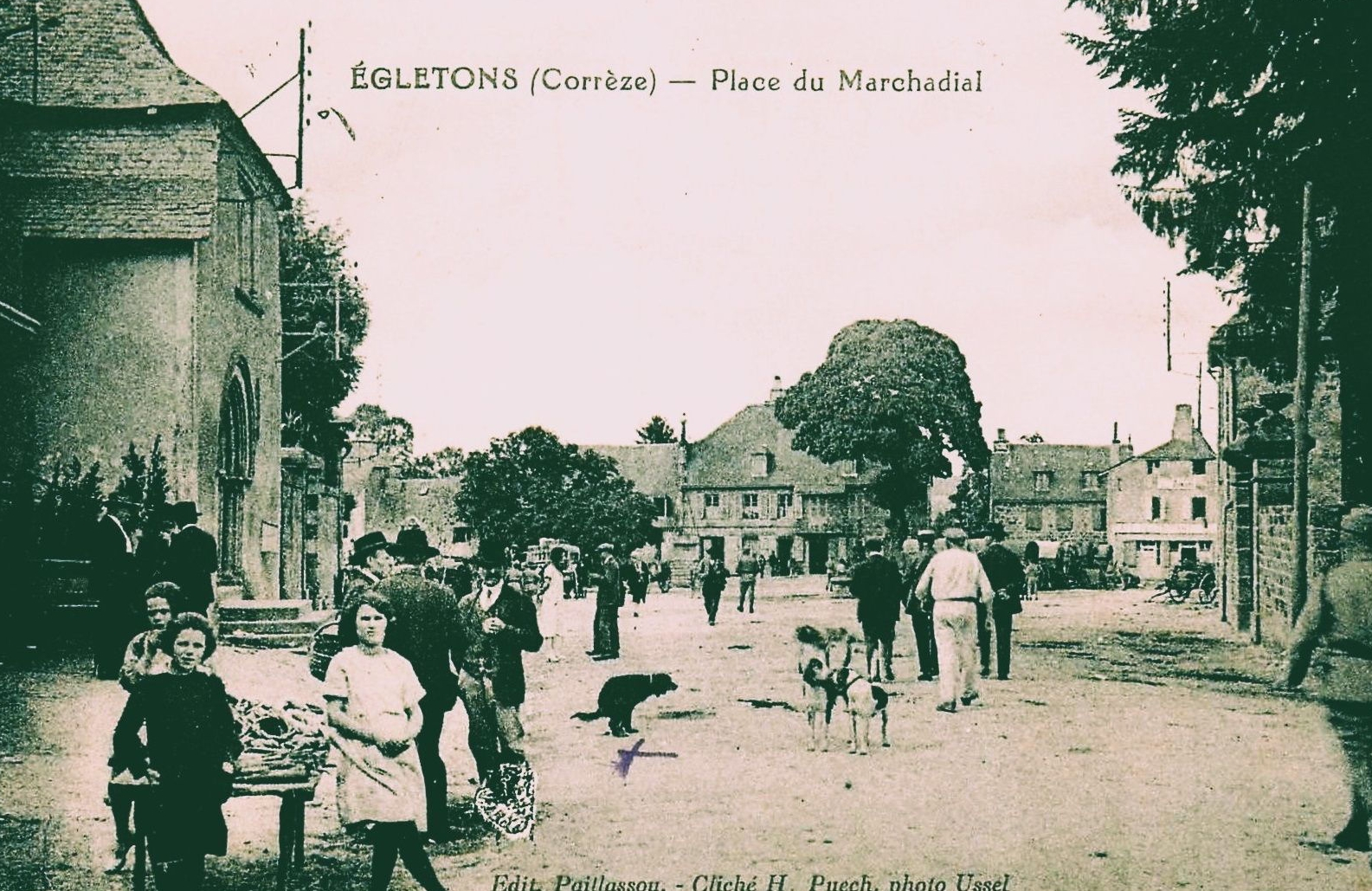
La  place du Marchadial un jour de marché.
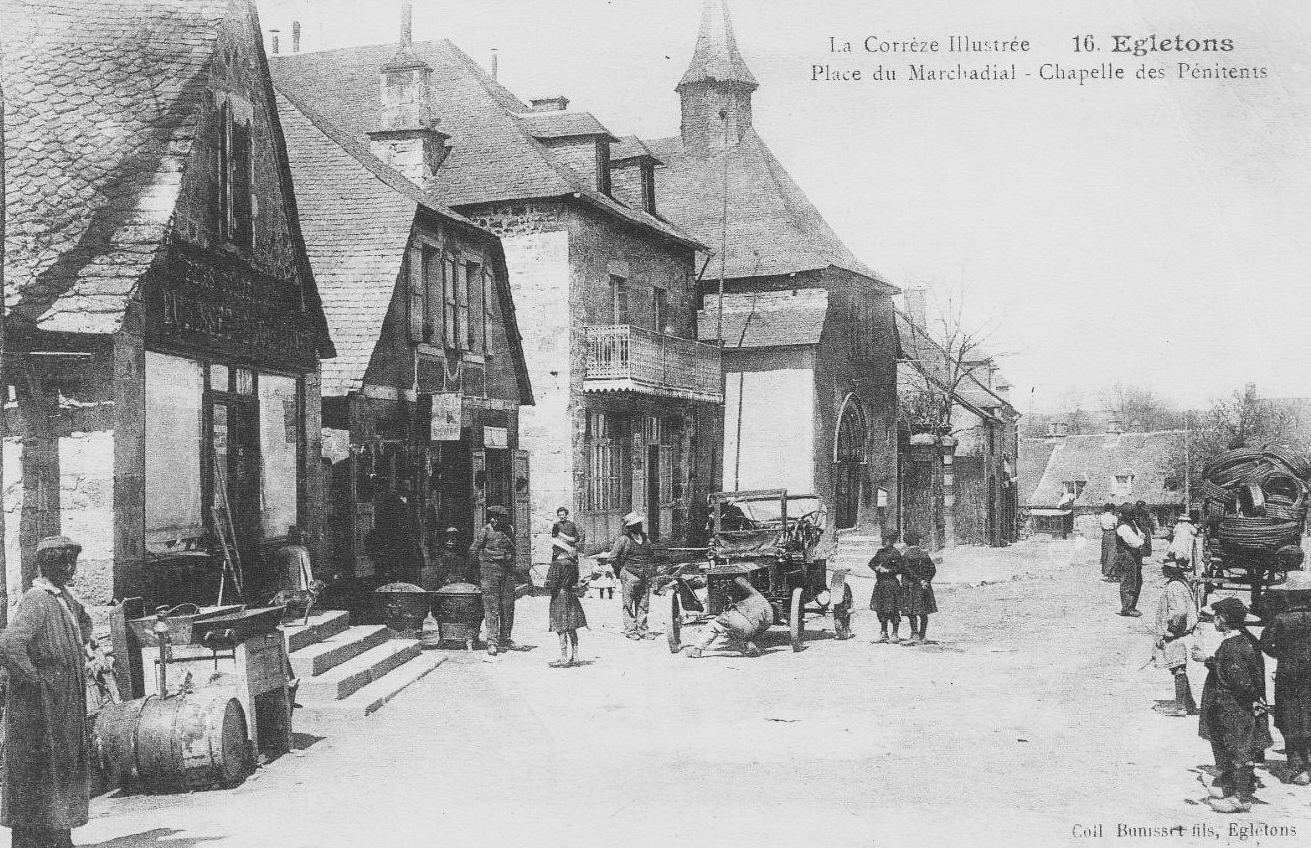
La  place du Marchadial.
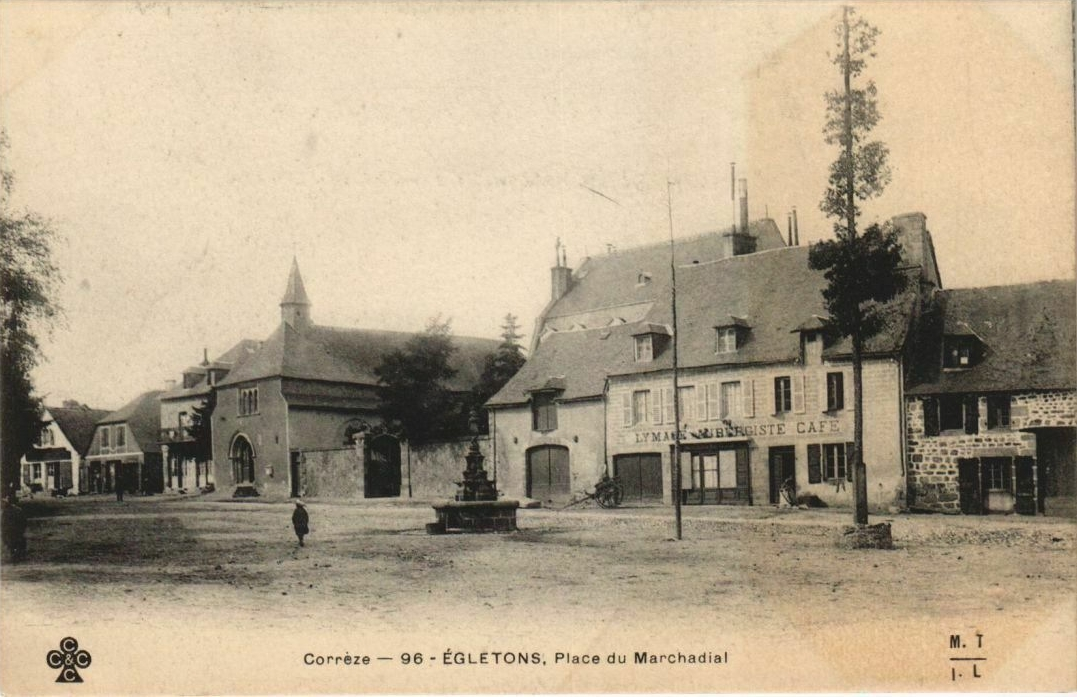
La  place du Marchadial.

### Dans la littérature
- Miette (1995), roman de Pierre Bergounioux.

### Personnalités liées à la commune
- Bernard de Ventadour (~1125-~1195), célèbre troubadour.
- Octave Lacroix (1827-1901), journaliste et poète.
- Léonard Louis Bordas dit « Louis Bordas » (1864-?), entomologiste, spécialiste des appareils glandulaires des insectes hyménoptères, des tubes digestifs des orthoptères, etc.
- Edmond Vignard (1885-1969), ingénieur chimiste et archéologue français, préhistorien, égyptologue, il est l'inventeur du Sébilien.
- Raymond Le Charpentier (1889-1982), militaire et résistant français, y est mort.
- Charles Spinasse (1893-1979), homme politique socialiste, puis national-socialiste collaborateur des nazis.
- Roger Lescure, (1912-2009), résistant des Forces françaises de l'intérieur qui participa à la libération de la ville en 1944.
- Bertrand Eveno (1944-), haut fonctionnaire et patron de presse.
- Bernadette Bourzai (1945-), femme politique.
- Fabien Domingo (1976-), joueur de rugby à XV notamment à l'US d'Égletons, né à Tulle.
- Thomas Domingo (1985-), frère de Fabien Domingo, joueur de rugby à XV notamment à l'US d'Égletons, né à Tulle.
- Jean-Marie Bourre (1945-), membre de l'Académie nationale des médecins et ancien directeur des unités de recherche INSERM de neuro-toxicologie et de neuro-pharmaco-nutrition.
- Michel Paillassou (1962-2014), ingénieur, maire d'Égletons, conseiller général, président de la communauté de communes de Ventadour, président départemental de l'UMP.

### Héraldique
| Blason de Égletons | Blason  | Échiqueté d'or et de gueules de huit tires. Devise / CriInania pello (Je rejette les choses vaines). |
| Blason de Égletons | Détails | Selon d'Hozier. Le statut officiel du blason reste à déterminer.                                     |